# Saison 2015 des Hounds de Charlotte
La saison 2015 des Hounds de Charlotte est la 4e saison de la franchise. Les Hounds entrent dans cette saison en ayant terminé à la 8e et dernière place de la saison régulière 2014 ne se qualifiant pas pour les playoffs.

## Drafts

### Supplemental Draft
| Nom              | Repêchage | Position  |
| ---------------- | --------- | --------- |
| Garrett Thul     | 1er       | Attaquant |
| Michael Italiano | 9e        | Défenseur |
| Billy Ward       | 17e       | Milieu    |
| Jack Runkel      | 25e       | Gardien   |
| Alex Zomerfeld   | 30e       | Milieu    |
| John Fennessy    | 33e       | Défenseur |
| Sean Meagher     | 41e       | Défenseur |
| Glenn Maiorano   | 49e       | Défenseur |
| Casey Cittadino  | 57e       | Défenseur |
| Riley Loewen     | 65e       | Attaquant |
| Todd Nakasuji    | 73e       | Attaquant |
| Nico Capron      | 81e       | Défenseur |
| Will Blakely     | 89e       | Attaquant |

### Collegiate Draft
| Nom          | Repêchage | Université                     | Position               |
| ------------ | --------- | ------------------------------ | ---------------------- |
| Will Haus    | 3e        | Université Duke                | Milieu                 |
| Joey Sankey  | 9e        | Université de Caroline du Nord | Attaquant              |
| Kip Orban    | 19e       | Université de Princeton        | Milieu                 |
| Kevin Massa  | 26e       | Université Bryant              | Face-off (spécialiste) |
| Tyler German | 31e       | Université de Virginie         | Milieu                 |
| Ryan Belka   | 39e       | Université Drexel              | Milieu                 |
| John Kelly   | 53e       | Université Johns-Hopkins       | Défenseur              |

## Calendrier et résultats
| Match | Date       | Adversaire | Résultats    |
| ----- | ---------- | ---------- | ------------ |
| 1     | 12 avril   | Rattlers   | D 9-10       |
| 2     | 26 avril   | @ Cannons  | V 11-12      |
| 3     | 3 mai      | @ Outlaws  | D 15-12      |
| 4     | 10 mai     | Bayhawks   | D 10-14      |
| 5     | 16 mai     | @ Machine  | D 10-14      |
| 6     | 23 mai     | Cannons    | D 13-19      |
| 7     | 30 mai     | Lizards    | D 16-21      |
| 8     | 5 juin     | Machine    | D 12-14      |
| 9     | 20 juin    | @ Lizards  | V 12-13      |
| 10    | 27 juin    | Outlaws    | V 14-11      |
| 11    | 3 juillet  | @ Launch   | D 19-9       |
| 12    | 11 juillet | Launch     | D 16-17 (OT) |
| 13    | 17 juillet | @ Rattlers | D 18-10      |
| 14    | 25 juillet | @ Bayhawks | D 15-13      |